# LOVBアトランタ
LOVBアトランタ（LOVB Atlanta）は、アメリカ合衆国ジョージア州カレッジパークを本拠地とする女子バレーボールチームである。リーグ・ワン・バレーボール（LOVB）所属。

## 歴史
2021年、LOVBはアメリカ合衆国に女子のプロバレーボールリーグを創設すること発表した。2023年3月、LOVBに参戦する最初のチームとして、アトランタに本拠地を置くことが発表された。創設アスリートにはケルシー・ロビンソンが所属することも発表された。
2025年1月8日、開幕戦となる試合がホームアリーナのゲートウェイ・センター・アリーナで行われ、LOVBソルトレイクと対戦し1-3で敗れた。1月15日、LOVBオースティンとの試合で初勝利を飾った。レギュラーラウンド16試合では13勝3敗と首位通過を果たしたが、4月11日のセミファイナルではLOVBオースティンにフルセットで敗れて、3位タイとなった。

## 選手・スタッフ(2025)
2025年05月31日現在

### 選手
| 背番号 | 名前                       | 生年月日(年齢)         | Pos | 身長 | 出身校               | 国籍           |
| ------ | -------------------------- | ---------------------- | --- | ---- | -------------------- | -------------- |
| 2      | ピヤヌット・パンノイ       | 1989年11月10日（35歳） | L   | 1.71 |                      | タイ           |
| 3      | マルタ・ベキス             | 1989年9月4日（35歳）   | S   | 1.81 |                      | イタリア       |
| 4      | ジェシカ・リベロ           | 1995年3月15日（30歳）  | OH  | 1.80 |                      | スペイン       |
| 8      | ケイラ・ハネライン         | 1994年7月4日（31歳）   | MB  | 1.88 | ノーザンアイオワ大学 | アメリカ合衆国 |
| 9      | イガ・ワシレフスカ         | 1994年4月21日（31歳）  | MB  | 1.83 | コズミンスキー大学   | ポーランド     |
| 10     | マディソン・バグ           | 1994年8月4日（30歳）   | S   | 1.83 | スタンフォード大学   | アメリカ合衆国 |
| 11     | オニエ・オフォエブ         | 2002年7月12日（23歳）  | MB  | 1.91 | オレゴン大学         | アメリカ合衆国 |
| 12     | レイチェル・フェアバンクス | 2003年7月5日（22歳）   | S   | 1.83 | ピッツバーグ大学     | アメリカ合衆国 |
| 13     | マッケンジー・アダムス     | 1992年2月13日（33歳）  | OH  | 1.90 | テキサス大学         | アメリカ合衆国 |
| 14     | ティア・ジマーソン         | 1999年6月30日（26歳）  | MB  | 1.94 | オハイオ大学         | アメリカ合衆国 |
| 15     | マグダレナ・イェラロバ     | 2000年1月16日（25歳）  | MB  | 1.89 | ワシントン州立大学   | チェコ         |
| 16     | ベアトリス・ネグレッティ   | 1999年11月16日（25歳） | L   | 1.70 |                      | イタリア       |
| 17     | テッサ・グラブス           | 1998年8月10日（26歳）  | OP  | 1.90 | テネシー大学         | アメリカ合衆国 |
| 20     | ダニエル・カッティーノ     | 1996年6月22日（29歳）  | OP  | 1.94 | パデュー大学         | アメリカ合衆国 |
| 23     | ケルシー・ロビンソン       | 1992年6月25日（33歳）  | OH  | 1.88 | テネシー大学         | アメリカ合衆国 |
| 77     | ジア・デイ                 | 1998年6月13日（27歳）  | OH  | 1.88 | ベイラー大学         | アメリカ合衆国 |

### スタッフ
| 役職                 | 名前                        |
| -------------------- | --------------------------- |
| ヘッドコーチ         | Paulo Do Rêgo Barros Júnior |
| アシスタントコーチ   | ヨーコ・ゼッターランド      |
| スポーツディレクター | Ángel González              |